# Soukhodilsk
Soukhodilsk (en ukrainien : Суходільськ) ou Soukhodolsk (en russe : Суходольск) est une ville minière de l'oblast de Louhansk, en Ukraine. Sa population s'élevait à 21 061 habitants en 2013.

## Géographie
Soukhodilsk se trouve à 5 km au nord de Sorokyne et à 38 km au sud-ouest de Louhansk, dans le Donbass, en Ukraine.

## Histoire
Soukhodilsk est fondée en 1914. Pendant la Seconde Guerre mondiale, elle est occupée par l'Allemagne nazie et libérée le 14 février 1943. Elle a le statut de ville depuis le 30 août 1972.
Depuis 2014, Soukhodilsk est sous le contrôle effectif de la république populaire de Lougansk.

## Population
Soukhodilsk connaît ces dernières années une des plus fortes diminutions de population d'Ukraine.
| 1959    | 1979    | 1989     | 2001    |
| ------- | ------- | -------- | ------- |
| 13 052* | 27 051* | 28 382 * | 23 642* |

| 2010   | 2011   | 2012   | 2013   |
| ------ | ------ | ------ | ------ |
| 21 427 | 21 324 | 21 167 | 21 061 |

## Économie
L'extraction du charbon est la principale activité de Soukhodilsk. Elle est réalisée par la société Krasnodonvouhillia (en ukrainien : Краснодонвугілля), qui exploite quatre mines :
- mine « Soukhodilska no 1 » ;
- mine « Douvanna » ;
- mine « N. P. Barakova » ;
- mine « Soukhodilska-Skhidna ».

## Transports
Soukhodilsk se trouve à 65 km de Louhansk par le chemin de fer et à 50 km par la route.